# Gustáv Husák
Gustáv Husák, född 10 januari 1913 i Dúbravka i Bratislava, död 18 november 1991 i Bratislava, var en tjeckoslovakisk (slovakisk) kommunistisk politiker. Han var generalsekreterare för Tjeckoslovakiens kommunistiska parti och landets ledare 1969–1987. Han var även landets president från 1975 till kommunismens fall i Tjeckoslovakien 1989.
Husák uteslöts ur kommunistpartiet och satt i fängelse under 1950-talet, anklagad för borgerlig nationalism. Men Husák rehabiliterades och efter den sovjetiska inmarschen 1968, som gjorde slut på Pragvåren, blev han kommunistledare och senare president. Han avgick från presidentposten den 10 december 1989 när regimen föll efter den så kallade Sammetsrevolutionen i november samma år. Ny president blev Václav Havel.

### Fotnoter
1. ↑  Zendry Svärdkrona (16 oktober 2004). ”Han är Europas sista diktator” (på svenska). Aftonbladet. https://www.aftonbladet.se/nyheter/a/WLRVrr/han-ar-europas-siste-diktator. Läst 22 september 2019.
2. ↑  Steve Sem-Sandberg (12 januari 2003). ”Tjeckien har sin egen bild av Vaclav Havel” (på svenska). Svenska Dagbladet. https://www.svd.se/tjeckien-har-sin-egen-bild-av-vaclav-havel. Läst 22 september 2019.